# Национальный фронт спасения Ливии
Национальный фронт спасения Ливии (араб. الجبهة الوطنية لإنقاذ ليبيا‎) — подпольная организация Ливии, созданная против режима Каддафи. 9 мая 2012 прекратила своё существование и заменена на политическую партию «Национальный фронт».

## История
Национальный фронт спасения Ливии создан 7 октября 1981 года на пресс-конференции в Хартуме (Судан). Лидером фронта стал Мухаммед аль-Макриф. 8 мая 1984 года Национальным фронтом было организовано покушение на Муаммара Каддафи, которое провалилось. Национальный фронт призывал к свержению режима Каддафи и проведению демократических реформ. Саму организацию поддержали: США и Саудовская Аравия. До 2011 года партия находилась в Судане, а после гражданской войны она вернулась в Ливию.

## «Национальный фронт»
9 мая 2012 года Национальный фронт спасения Ливии объявил о роспуске. Преемником НФСЛ стала новая политическая партия «Национальный фронт» (Лидер: Мухаммед аль-Макриф). Партия занимает 3 мандата в Ливийском конгрессе. Её идеология: либерализм и прогрессизм.